# Derrick: Stiftungsfest
Stiftungsfest ist der Titel der dritten Episode der Krimiserie Derrick mit Horst Tappert in der Titelrolle und Fritz Wepper als Inspektor Harry Klein.

## Handlung
Ein Gesangsverein feiert sein 75. Jubiläum in einem Hotel. Dazu sind dessen Mitglieder sowie deren Familien eingeladen, so auch Helmut Bark, der Sohn des Vereinsvorsitzenden August Bark sowie seine Freundin Irene Eppler. Am späteren Abend geht diese in ihr Zimmer, entkleidet sich und wird dabei von August Bark zufällig durch die halboffene Tür gesehen. In stark angetrunkenem Zustand versucht dieser, sich ihr zu nähern. Er schließt die Tür ab und verlangt einen Kuss. Sein Sohn Helmut versucht, durch die verschlossene Tür ins Zimmer zu gelangen. August Bark unterbindet gewaltsam, dass Irene sich bemerkbar macht. Sie verliert das Bewusstsein, fällt auf eine Kiste und bricht sich dabei das Genick. Während Helmut im Nebenzimmer nachschaut, verlässt sein Vater eilig das Zimmer und verschwindet unerkannt zum Rest der Gesellschaft ins Erdgeschoss. Durch die nun wieder offene Tür tritt Helmut ins Zimmer ein und stellt den Tod seiner Partnerin fest. Dabei wird er von anderen angetrunkenen Vereinsmitgliedern gesehen, die ihn fortan der Tat verdächtigen.
Oberinspektor Stephan Derrick und sein Kollege Harry Klein treffen am Tatort ein und befragen die Anwesenden, die ihre Eindrücke schildern. August Bark ist hin- und hergerissen zwischen dem Versuch, von seiner Schuld abzulenken und gleichzeitig seinen Sohn zu schützen. Dabei verhält er sich auffällig. Da den Kommissaren schnell klar wird, dass es sich bei dem Täter um einen der Anwesenden handeln muss, verbieten sie, dass jemand sich aus dem Hotel entfernt oder zu Bett geht. Sie versuchen, den Zeitraum unmittelbar vor der Tat zu rekonstruieren und achten dabei auf auffälliges Verhalten der Gäste.
Nachdem der Vater der Toten telefonisch informiert worden war, trifft er mit seinem Auto am Tatort ein. Verzweifelt stellt er das Auto unmittelbar vor dem Hotel ab und lässt den Zündschlüssel stecken.
Während er die Hotelgäste schließlich zu Bett gehen lässt, erläutert Derrick einzig gegenüber August Bark seine bisherigen Erkenntnisse und Vermutungen, die dem Tatverlauf weitestgehend entsprechen. Er verzichtet allerdings darauf, seine Verdächtigung gegen Bark konkret anzusprechen, woraufhin dieser ihn sogar selbst danach fragt. Er wartet stattdessen im Eingangsbereich des Hotels auf eine entsprechende Reaktion. Tatsächlich verlässt August Bark am frühen Morgen das Hotel, steigt in Epplers Wagen, in dem der Zündschlüssel nach wie vor steckt und fährt davon. Er beabsichtigt, sich durch den Sprung von einer in der Nähe befindlichen Brücke das Leben zu nehmen. Derrick verfolgt ihn bis dorthin und kann ihn davon abhalten.

## Hintergrund
Der Täter ist dem Zuschauer von Anfang an bekannt. Dieses Prinzip der invertierten Detektivgeschichte war während der ersten Staffel der Serie üblich.
Zu Beginn der Episode ertönen ausschließlich die Klänge des Gesangsvereins. Dabei handelt es sich laut entsprechender Informationen im Abspann um „Die Münchner Liedertafel“ unter der Leitung von Franz Arnold. Eine Kurzversion der sonst üblichen Titelmelodie folgt erst in der 11. Minute während Derricks Eintreffen am Tatort.
Unmittelbar zu Beginn sowie mehrmals während der Handlung wird erwähnt, dass der dargestellte Gesangsverein aus Augsburg komme. Ungeachtet dessen spielt Siegfried Lowitz seine Rolle anscheinend absichtlich mit einem hessisch gefärbten Dialekt.
Die gesamte Handlung der Folge erstreckt sich über einen Zeitraum von wenigen Stunden, vom Abend bis hin zum frühen Morgen des folgenden Tages.
Die Schlussszenen wurden im Bereich der Grünwalder Isarbrücke gedreht.